# Reprezentacja Republiki Południowej Afryki na Mistrzostwach Świata w Wioślarstwie 2009
Reprezentacja Republiki Południowej Afryki na Mistrzostwach Świata w Wioślarstwie 2009 liczyła 8 sportowców. Najlepszym wynikiem było 4. miejsce w dwójce bez sternika wagi lekkiej mężczyzn.

## Medale

### Złote medale
Brak

### Srebrne medale
Brak

### Brązowe medale
Brak

## Wyniki

### Konkurencje mężczyzn
- jedynka (M1x): Peter Lambert – 14. miejsce
- jedynka wagi lekkiej (LM1x): Lawrence Ndlovu – 9. miejsce
- dwójka bez sternika (M2-): Shaun Keeling, Ramon di Clemente – 6. miejsce
- dwójka podwójna wagi lekkiej (LM2x): Andrew Polasek, James Thompson – 12. miejsce
- dwójka bez sternika wagi lekkiej (LM2-): John Smith, Matthew Brittain – 4. miejsce